# Cour internationale de justice
Pour les articles homonymes, voir CIJ et ICJ.
Ne doit pas être confondu avec Cour pénale internationale.
La Cour internationale de justice (CIJ ; en anglais : International Court of Justice, ICJ), siégeant à La Haye (Pays-Bas) dans le palais de la Paix, est établie par l'article 92 de la Charte des Nations unies : « La Cour internationale de Justice constitue l'organe judiciaire principal des Nations unies. Elle fonctionne conformément à un Statut établi sur la base du Statut de la Cour permanente de Justice internationale et annexé à la présente Charte dont il fait partie intégrante. » Elle a pour principales fonctions de régler des conflits juridiques soumis par les États et de donner un avis sur des questions juridiques présentées par des organes et agences internationaux agréés par l'Assemblée générale des Nations unies.
Elle a été créée par la déclaration des Nations unies du 26 juin 1945 et est active de facto depuis mars 1946. Elle remplace la Cour permanente de justice internationale (CPJI), instaurée par la Société des Nations (SDN). Elle a comme langues officielles le français et l'anglais.

## Organisation
Le statut de la CIJ est calqué sur celui de la Cour permanente de justice internationale (CPJI). Il lui donne les instruments nécessaires pour appliquer le droit international, même si l'activité juridictionnelle de la CIJ reste tributaire du consentement des États. La CIJ est l'un des six organes principaux de l'ONU. Elle est son seul organe judiciaire, ce qui la rend souveraine dans son ordre juridique. Elle a compétence universelle, puisque tous les membres des Nations unies sont de ce fait parties à son statut. Les États n'appartenant pas à l'ONU peuvent devenir parties au Statut sous certaines conditions. C'est un organe permanent composé de 15 juges élus pour 9 ans par un double scrutin de l'Assemblée générale et du Conseil de sécurité. Pour être élu, un candidat doit obtenir la majorité absolue dans ces deux organes. Les juges sont renouvelés par tiers, pour assurer une continuité de jurisprudence.
La CIJ jouit de garanties d'indépendance, d'impartialité et de compétence :
- principe d'indépendance : répartition géographique équitable des juges (Afrique : trois, Amérique latine : deux, Europe occidentale et Amérique du Nord : cinq, Europe orientale : deux, Asie : trois ; la Cour ne peut comprendre plus d'un ressortissant du même État) ; une partie peut choisir un juge ad hoc quand l'autre partie compte un juge de sa nationalité au sein de la Cour ;
- principe de collégialité : en règle générale, la Cour exerce ses fonctions en séance plénière, mais depuis la réforme de 1975, il est possible de former des chambres d'au moins trois membres ; les arrêts sont adoptés à la majorité des juges présents ; ils sont motivés, signés, avec possibilité d'opinion dissidente (désaccord sur le dispositif, c'est-à-dire l'exposé par lequel la Cour tranche le différend) ou individuelle (désaccord sur la motivation de l'arrêt) ;
- protection des magistrats : un membre de la Cour ne peut être relevé de sa fonction qu'au jugement unanime des autres membres ;
- impartialité : les membres de la Cour ne peuvent exercer aucune activité professionnelle annexe, et ne peuvent participer au règlement d'aucune affaire où ils sont antérieurement intervenus, à quelque titre que ce soit.

Le statut de la CIJ est assez souple. Par exemple, les juges peuvent, après accord des parties, juger ex aequo et bono.

## Compétences

### Compétence contentieuse
Seuls les États ont qualité pour agir dans le cadre de la compétence contentieuse. Ni en 1921 ni en 1945, les États n'ont voulu limiter leur souveraineté en créant une juridiction obligatoire de règlement des conflits. La CIJ n'est compétente que lorsque les parties se soumettent à sa juridiction. Il existe trois moyens d'y parvenir :
1. Les deux parties concluent un compromis, convenant de soumettre leur différend à la Cour ; ce mode de saisine se rapproche assez du compromis d'arbitrage ;
2. Certains traités ou conventions comportent des clauses compromissoires énonçant que les litiges concernant l'interprétation ou l'application du traité devront être soumis à la CIJ ; exemple : le traité liant les États-Unis et le Nicaragua, ce qui a donné la célèbre décision Activités militaires et paramilitaires au Nicaragua et contre celui-ci (Nicaragua c. États-Unis d'Amérique) de 1986 ;
3. Un État peut souscrire à une déclaration facultative de juridiction obligatoire (article 36-2 du statut de la CIJ) ; cette déclaration peut se faire purement et simplement, sous condition de réciprocité, ou pour un délai de réciprocité ; des réserves (excluant certains domaines de litiges) sont également possibles ; fin 1999, seuls 58 États sur 185 ont souscrit à une telle déclaration[réf. nécessaire] ; ils sont 73 fin 2022[3].

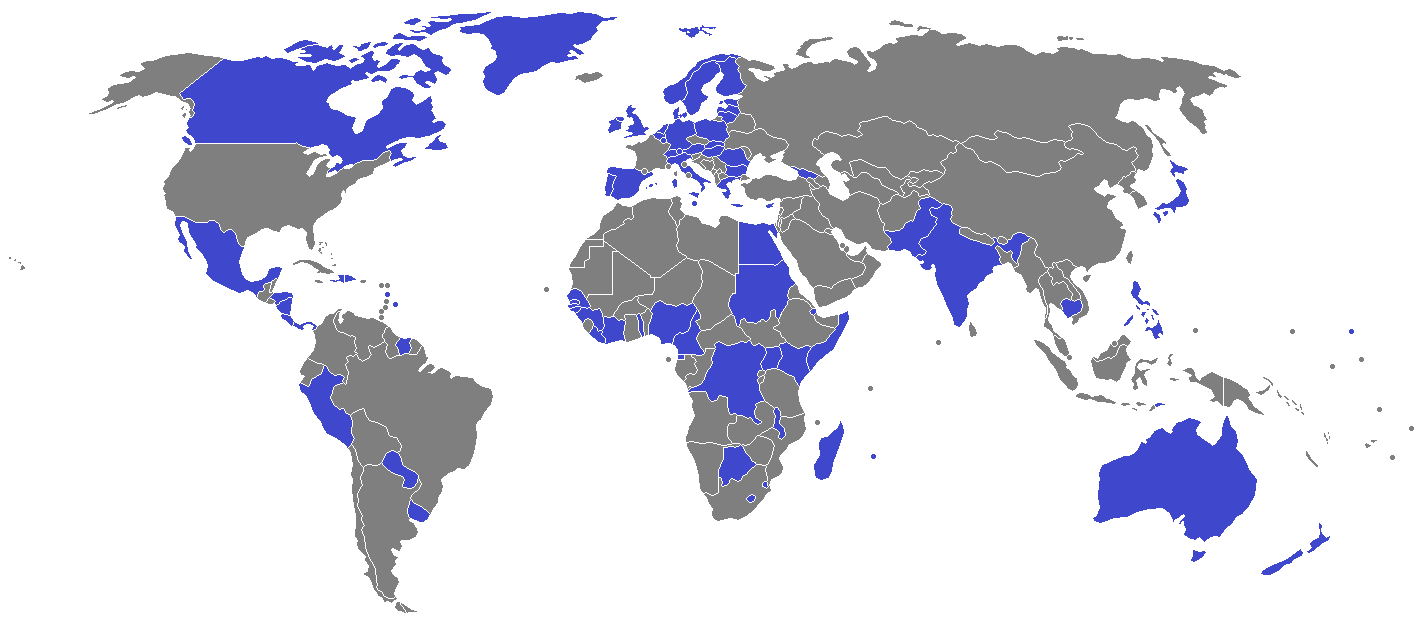
Les États membres des Nations unies ayant expressément accepté la juridiction obligatoire de la Cour internationale de justice.

La CIJ a la compétence de sa compétence : si un État soulève une exception préliminaire à l'examen du litige par la Cour, il appartient à celle-ci de juger si elle est compétente ou non. C'est ce qu'elle a fait dans une série d'arrêts de décembre 2004 opposant la Serbie-Monténégro aux puissances qui l'avaient bombardée en 1999 : confirmant un premier arrêt rendu à cette date par lequel la république fédérale de Yougoslavie demandait que des mesures conservatoires soient prises pour interrompre les bombardements contre son territoire, la Cour a estimé qu'elle n'était pas compétente pour se prononcer sur la question de la licéité de l'usage de la force contre la Serbie-Monténégro au motif principal que ce pays n'était pas membre de l'ONU à la date où il a formé le recours.
Une fois rendue, la décision est obligatoire pour les parties (art. 59 du Statut, art. 94 de la Charte). En cas de non-exécution par l'une des parties, le Conseil de sécurité peut être saisi par l'autre partie.

### Compétence consultative
La compétence contentieuse de la CIJ est limitée aux États. Mais dans le cadre de la compétence consultative de celle-ci, l'Assemblée et le Conseil de sécurité peuvent lui adresser des questions. Cette compétence s'étend aux autres organes et institutions de l'ONU (UNESCO, OIT, etc.), après accord de l'Assemblée. Les États, eux, sont exclus de la compétence consultative. Comme leur nom l'indique, les avis ne possèdent pas de portée obligatoire. Ce caractère non contraignant ne signifie pas que les avis consultatifs sont sans effet juridique, parce que le raisonnement juridique qu'ils consacrent reflète les opinions autorisées de la Cour sur des questions importantes de droit international. De plus, la Cour suit essentiellement les mêmes règles et procédures qui régissent ses jugements contraignants rendus dans des affaires contentieuses. Un avis consultatif tire son statut et son pouvoir du fait que c'est la déclaration officielle de l'organe judiciaire principal des Nations unies. Dans le cadre de cette procédure, la Cour peut décider souverainement qu'il n'est pas opportun qu'elle se prononce.
Saisie par le secrétaire général des Nations unies, Javier Pérez de Cuéllar, la Cour s'est prononcée le 15 décembre 1989 sur le litige qui opposait l'Organisation des Nations unies au gouvernement roumain concernant le rapporteur spécial de l'ONU sur les Droits de l'homme, Dumitru Mazilu. Les autorités roumaines ont alors contesté la juridiction de la Cour dans ce cas, affirmant que M. Mazilu était citoyen roumain et que l'État roumain avait toute la latitude de ne pas permettre à celui-ci d'aller présenter son rapport devant l'instance onusienne. La Cour a rendu sa décision à l'unanimité en faveur de M. Mazilu qui devait jouir des privilèges et immunités conférés par l'article 22 de la Convention. Dans une autre affaire, la Cour a rendu, le 9 juillet 2004, à la demande de l'Assemblée générale, un avis consultatif retentissant sur les « conséquences juridiques de l'édification d’un mur dans le Territoire palestinien occupé ».
En juillet 2025, la Cour internationale de justice dans un avis consultatif a autorisé les poursuites judiciaires pour les changements climatiques.

## Droit international public
La mission de la CIJ est « de régler conformément au droit international les différends qui lui sont soumis » (art.38 du Statut). Le droit applicable pour cela est :
- les conventions internationales, soit générales, soit spéciales, établissant des règles expressément reconnues par les États en litige ;
- la coutume internationale comme preuve d'une pratique générale, acceptée comme étant le droit ;
- les principes généraux de droit reconnus par les nations civilisées ;
- sous réserve de la disposition de l'article 59, les décisions judiciaires et la doctrine des juristes publicistes les plus qualifiés des différentes nations, comme moyen auxiliaire de détermination des règles de droit.

Elle peut également statuer ex aequo et bono (en équité), si elle y est autorisée par les deux parties. Elle a néanmoins utilisé d'elle-même la notion d'équité en tant que partie intégrante de l'interprétation de la norme juridique, c'est ce qui est appelé la « suppléance normative » (1969, Plateau continental de la mer du Nord). En effet, comme elle l'affirme dans son arrêt Cameroun septentrional (1963) : « sa fonction est de dire le droit mais elle ne peut rendre des arrêts qu'à l'occasion de cas concrets dans lesquels il existe, au moment du jugement, un litige impliquant un conflit d'intérêts juridiques entre les États ».

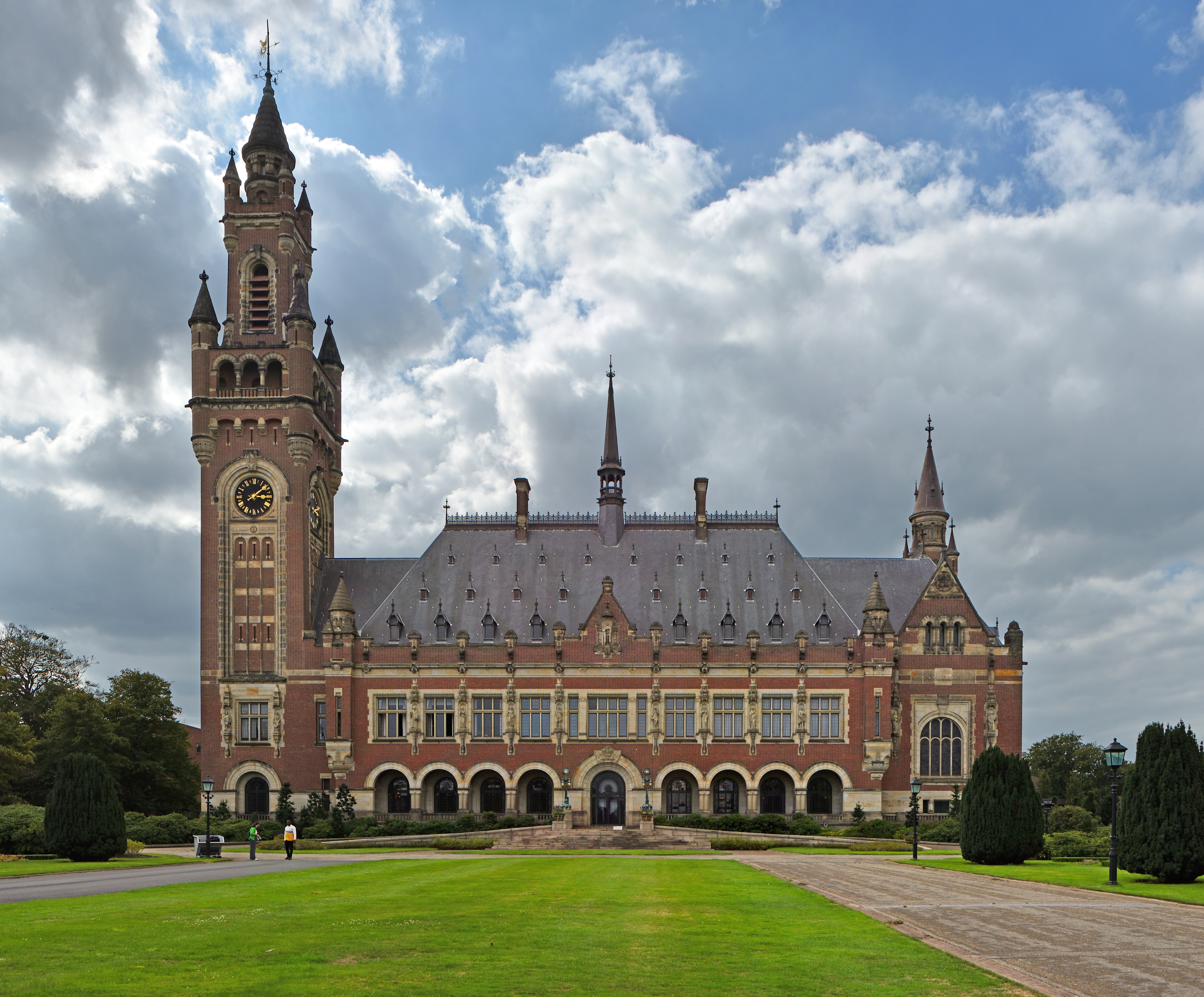
Le palais de la Paix, siège de la CIJ à La Haye.

Que ce soit par ses arrêts ou par ses avis consultatifs, la CIJ a contribué au développement progressif du droit international public, imposant une conception plus flexible et insistant sur l'importance de la coutume (pratique générale et opinio juris des États). Pour elle, la coutume peut s'exprimer dans les conventions et traités internationaux par effet déclaratoire (la coutume préexiste à la convention), effet de cristallisation (règle en voie de formation) ou effet constitutif (une disposition conventionnelle devient une coutume).

## Limites de l'action

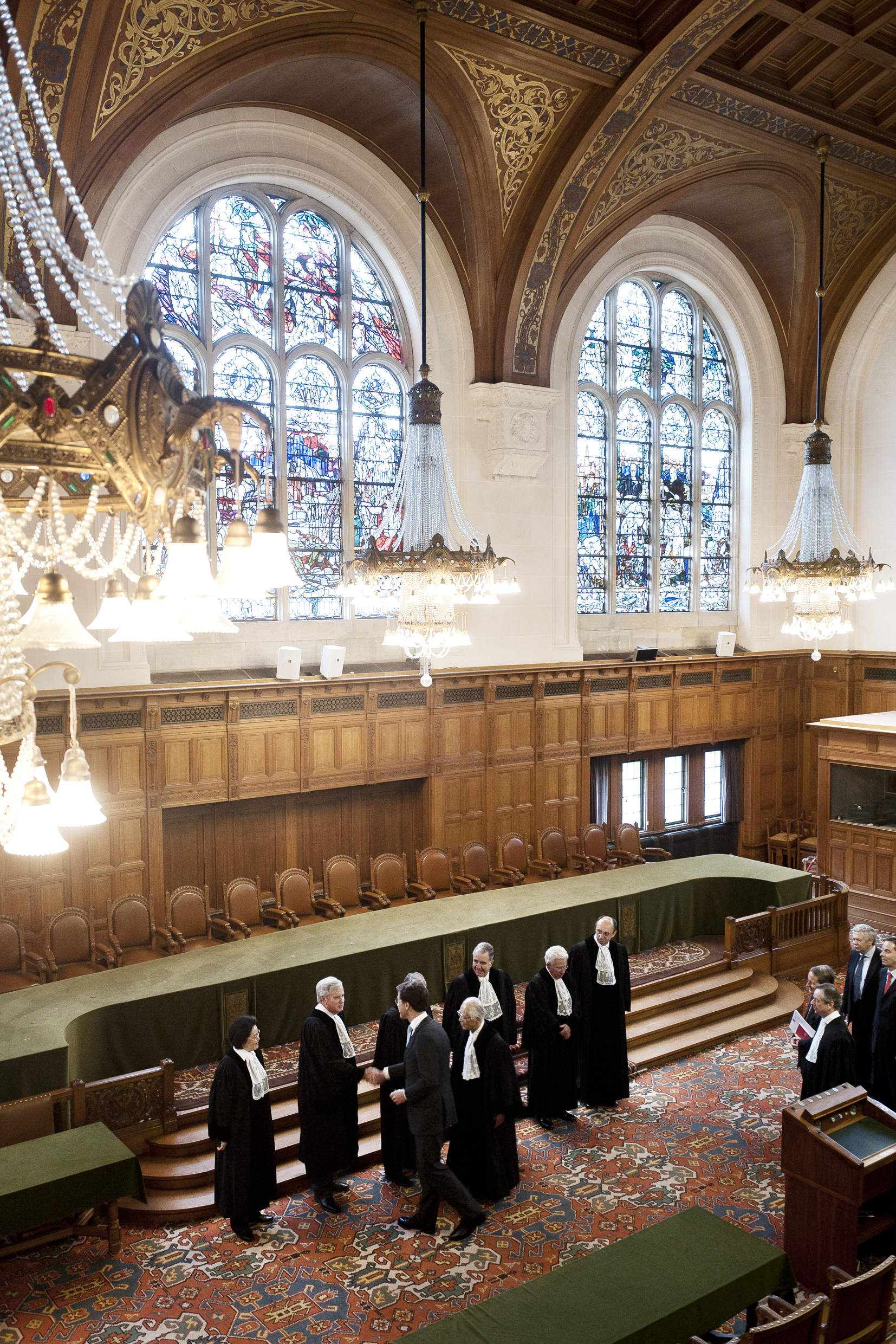
Le Premier ministre néerlandais Mark Rutte rend visite aux juges de la Cour en 2011.

Depuis 1945, la CIJ est restée impuissante en ce qui concerne les conflits majeurs entre États et par conséquent politiquement plus sensibles, faute de saisine volontaire par les États. Son action a donc été limitée aux conflits marginaux. La CIJ a même eu un rôle dissuasif, une fois saisie, amenant les États à s'entendre directement entre eux : ce fut le cas pour l'Affaire relative à certaines terres à phosphate à Nauru (1993), opposant Nauru à l'Australie, qui vit finalement le désistement à l'instance des deux parties. Durant les années 1970, beaucoup d'États ont même refusé de comparaître devant la CIJ ; d'autres ont retiré leur déclaration facultative de juridiction obligatoire après des décisions leur ayant été défavorables (la France en 1974 après Essais nucléaires et les États-Unis en 1986 après Activités militaires et paramilitaires au Nicaragua et contre celui-ci). L'Australie, en conflit avec le Timor oriental sur la délimitation de leur frontière maritime commune, a retiré ce point de la sphère de compétence qu'elle reconnaissait à la CIJ.
La CIJ s'est même auto-limitée pour ne pas se discréditer dans le cas d'affaires sensibles. Ainsi, elle a refusé de statuer au fond pour Essais nucléaires (Australie c. France et Nouvelle-Zélande c. France, 1986) et Sud-Ouest africain (Éthiopie c. Afrique du Sud et Liberia c. Afrique du Sud, 1966). Devant les refus de comparution, elle a souvent adopté une position de retrait : elle jugeait qu'il n'y avait alors pas compétence, ou que l'affaire était devenue de fait sans objet.
La CIJ n'est pas le seul moyen de règlement pacifique des différends mis à la disposition des États. L'article 33 de la Charte en précise un certain nombre : « Les parties à tout différend dont la prolongation est susceptible de menacer le maintien de la paix et de la sécurité internationales doivent en rechercher la solution, avant tout, par voie de négociation, d'enquête, de médiation, de conciliation, d'arbitrage, de règlement judiciaire, de recours aux organismes ou accords régionaux, ou par d'autres moyens pacifiques de leur choix. » La multiplication des instances judiciaires internationales vient également limiter le champ d'action de la CIJ. Entre autres, le Tribunal international du droit de la mer, né de la convention de Montego Bay de 1982, empiète directement sur les compétences de la CIJ en matière de délimitation maritime. La création en 1993 du Tribunal pénal international pour l'ex-Yougoslavie (TPIY) puis en 1994 du Tribunal pénal international pour le Rwanda (TPIR) et en 2002 de la Cour pénale internationale (CPI) peut également introduire des conflits de compétence[réf. nécessaire]. Toutefois, la CIJ statue sur des différends entre États, tandis que les différentes cours pénales internationales jugent la responsabilité pénale d'individus. Cette distinction essentielle entre États et individus limite, voire empêche, les éventuels conflits de compétence.